# Transmissivität (Hydrogeologie)
Die Transmissivität, gelegentlich auch als Transmissibilität bezeichnet,  ist ein Begriff aus der Hydrogeologie. Sie ist ein Maß für die Fähigkeit eines Grundwasserleiters, Wasser zu transportieren und eng mit dem Durchlässigkeitsbeiwert (dem sogenannten {\displaystyle k_{f}}-Wert) verbunden. Im Gegensatz zu diesem ist sie eine Eigenschaft des gesamten Grundwasserleiters und nicht nur eine Materialeigenschaft des Untergrunds.
Das Konzept der Transmissivität wurde 1935 von Charles Vernon Theis unter der Bezeichnung Transmissibilitätskoeffizient eingeführt und kann beispielsweise über Pumpversuche bestimmt werden.

## Definition
Für einen horizontal liegenden Grundwasserleiter aus einem isotropen, porösen Medium mit konstanter Mächtigkeit {\displaystyle M} ist die Transmissivität {\displaystyle T} definiert als 
{\displaystyle T=k_{f}\cdot M}
Hierbei bezeichnet {\displaystyle k_{f}} den Durchlässigkeitsbeiwert des Mediums in Meter pro Sekunde.
Ist der Grundwasserleiter schichtig aufgebaut, so ergibt sich die Transmissivität des gesamten Grundwasserleiters als die Summe der Transmissivitäten der einzelnen Schichten. Besteht der Leiter also aus {\displaystyle n} Schichten, jeweils mit Mächtigkeiten {\displaystyle M^{(1)},M^{(2)},\dots ,M^{(n)}} und Durchlässigkeitsbeiwerten {\displaystyle k_{f}^{(1)},k_{f}^{(2)},\dots ,k_{f}^{(n)}}, so ist
{\displaystyle T=\sum _{i=1}^{n}T^{(i)}=\sum _{i=1}^{n}k_{f}^{(i)}\cdot M^{(i)}}
Die Einheit der Transmissivität ist Quadratmeter pro Sekunde. Als Kürzel findet sich neben {\displaystyle T} auch noch {\displaystyle T_{GW}}.

## Bestimmung der Transmissivität
Neben der direkten Berechnung der Transmissivität über die Bestimmung der Mächtigkeit des Grundwasserleiters und des {\displaystyle k_{f}}-Wertes des Gesteins bestehen unter anderem folgende Möglichkeiten:
- Für gespannten Grundwasserleitern über die Brunnenformel nach Dupuit-Thiem.
- Für ungespannte Grundwasserleiter existiert das darauf aufbauende Korrekturverfahren nach Jacob.[5]
- Über das Einschwingverfahren. Dabei wird der Wasserpegel im Brunnen per Druckluft abgesenkt. Nach lösen des Druckes kann aus dem Schwingverhalten des Wasserpegels auf die Transmissivität geschlossen werden.[6]
- Für instationären Strömungsverhältnissen existiert das Theis-Verfahren[5] und das Geradlinienverfahren von Cooper und Jacob.